# Schubert (cràter lunar)

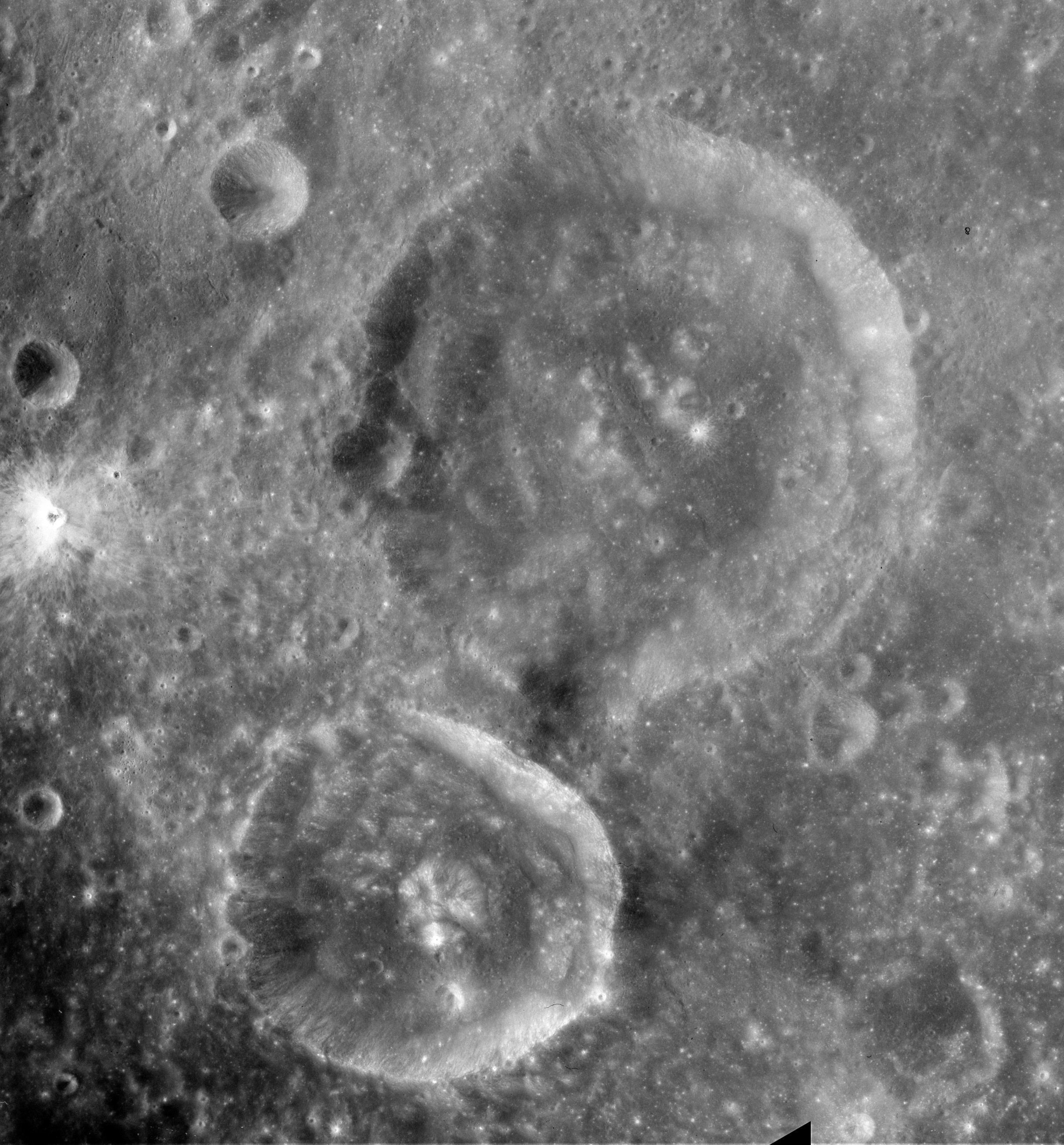
Imatge de la càmera cartogràfica de l'Apol·lo 16, amb el cràter Schubert (a dalt a la dreta del centre) i el cràter Back (a baix a l'esquerra del centre).

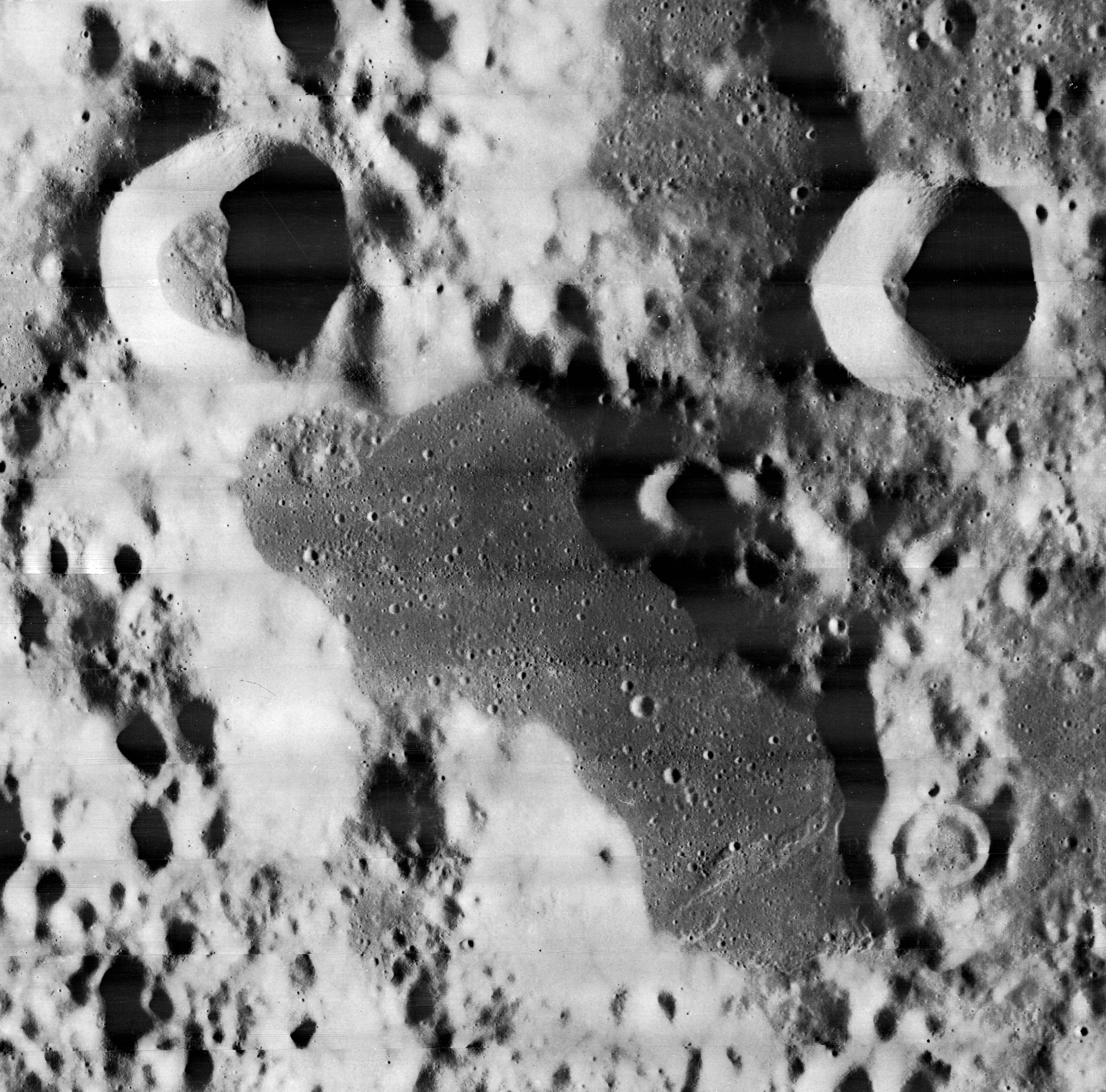
Schubert N és el cràter de fons pla i fosc situat en la part inferior de la imatge. A dalt apareixen els cràters Respighi (esquerra) i Liouville (dreta). Imatge Lunar Orbiter 1.

Schubert és un cràter d'impacte que es troba prop del terminador est de la cara visible de la Lluna. El cràter està situat al nord-oest de la Mare Smythii, i al sud-oest del prominent cràter Neper. Gairebé unit al bord sud es troba el cràter Back.

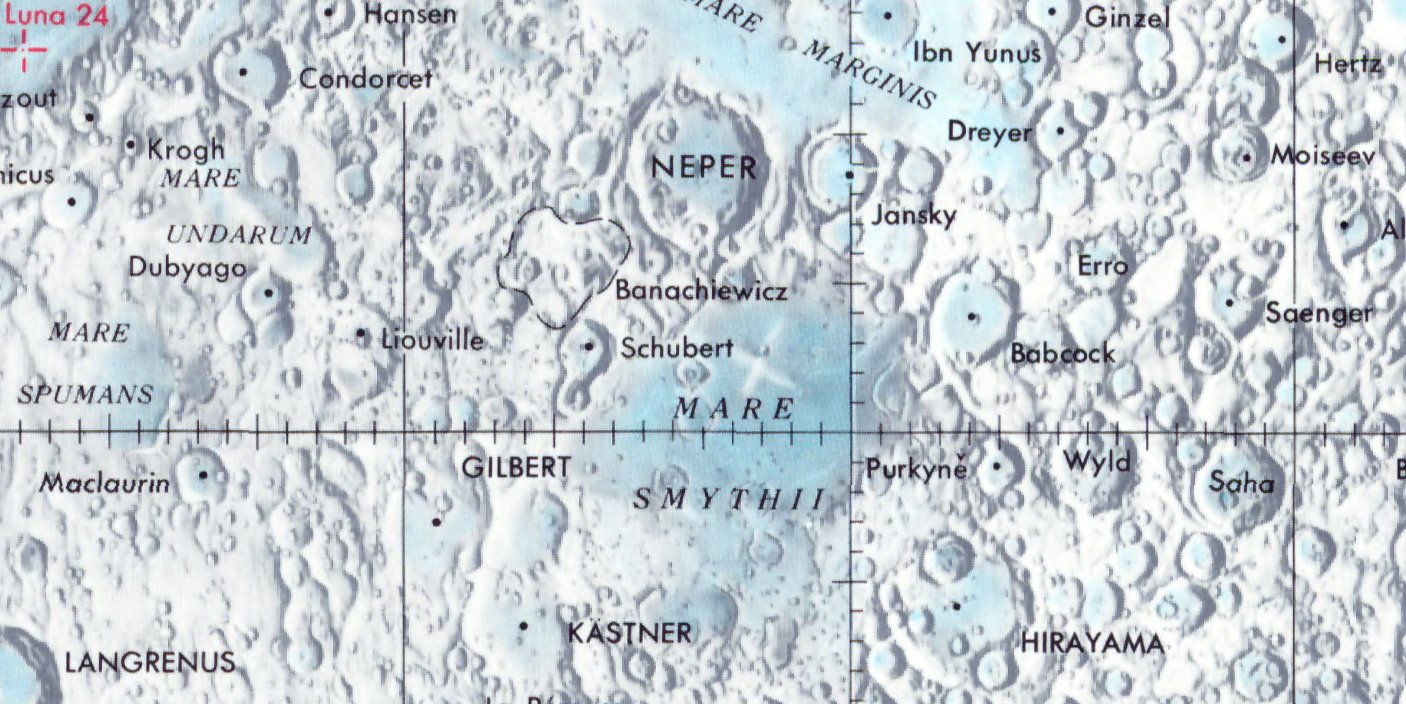
Localització de Schubert (centre de la imatge), en la riba nord-oest del Mare Smythii

És una formació de cràter gairebé circular, que no ha sofert una erosió significativa deguda a impactes posteriors, i conserva una vora ben definida. La superfície interior és generalment plana, presentant uns pujols baixos prop del centre.

## Cràters satèl·lit
Per convenció aquests elements són identificats en els mapes lunars posant la lletra en el costat del punt central del cràter que està més proper a Schubert.
|          | \| Schubert \| Coordenades \| Diàmetre \| \| -------- \| ---------------------------------- \| -------- \| \| A \| 2° 06′ N, 79° 18′ E / 2.1°N,79.3°E \| 2 km \| \| C \| 1° 48′ N, 84° 36′ E / 1.8°N,84.6°E \| 31 km \| \| E \| 4° 00′ N, 78° 36′ E / 4.0°N,78.6°E \| 27 km \| \| F \| 3° 12′ N, 77° 54′ E / 3.2°N,77.9°E \| 35 km \| \| G \| 4° 06′ N, 75° 12′ E / 4.1°N,75.2°E \| 56 km \| \| H \| 1° 24′ N, 76° 06′ E / 1.4°N,76.1°E \| 31 km \| \| J \| 0° 06′ S, 78° 54′ E / 0.1°S,78.9°E \| 20 km \| \| K \| 2° 18′ N, 75° 54′ E / 2.3°N,75.9°E \| 29 km \| \| N \| 1° 48′ N, 72° 42′ E / 1.8°N,72.7°E \| 75 km \| \| X \| 0° 18′ N, 76° 48′ E / 0.3°N,76.8°E \| 51 km \| |          |
| Schubert | Coordenades | Diàmetre |
| A        | 2° 06′ N, 79° 18′ E / 2.1°N,79.3°E | 2 km     |
| C        | 1° 48′ N, 84° 36′ E / 1.8°N,84.6°E | 31 km    |
| E        | 4° 00′ N, 78° 36′ E / 4.0°N,78.6°E | 27 km    |
| F        | 3° 12′ N, 77° 54′ E / 3.2°N,77.9°E | 35 km    |
| G        | 4° 06′ N, 75° 12′ E / 4.1°N,75.2°E | 56 km    |
| H        | 1° 24′ N, 76° 06′ E / 1.4°N,76.1°E | 31 km    |
| J        | 0° 06′ S, 78° 54′ E / 0.1°S,78.9°E | 20 km    |
| K        | 2° 18′ N, 75° 54′ E / 2.3°N,75.9°E | 29 km    |
| N        | 1° 48′ N, 72° 42′ E / 1.8°N,72.7°E | 75 km    |
| X        | 0° 18′ N, 76° 48′ E / 0.3°N,76.8°E | 51 km    |

Els següents cràters han estat canviats el nom per la UAI:
- Schubert B — Vegeu Back (cràter).
- Schubert I — Vegeu Nobili (cràter).
- Schubert Z — Vegeu Jenkins (cràter).

|  |  |  |  |

Schubert C es denomina Doyle en alguns mapes antics, però aquest nom no va ser aprovat per la UAI.

### Altres referències
- (WGPSN), IAU Working Group for Planetary System Nomenclature. «Gazetteer of Planetary Nomenclature. 1:1 Million-Scale Maps of the Moon» (en anglès).  UAI / USGS, 13-02-2013. [Consulta: 6 abril 2016].
- Andersson, L. E.; Whitaker, E. A.,. NASA Catalogue of Lunar Nomenclature (en anglès).  NASA RP-1097, 1982.
- Blue, Jennifer. «Gazetteer of Planetary Nomenclature» (en anglès).  USGS, 25-07-2007. [Consulta: 2 gener 2012].
- Bussey, B.; Spudis, P.. The Clementine Atlas of the Moon (en anglès).  Nueva York: Cambridge University Press, 2004. ISBN 0-521-81528-2.
- Cocks, Elijah E.; Cocks, Josiah C.. Who's Who on the Moon: A Biographical Dictionary of Lunar Nomenclature (en anglès).  Tudor Publishers, 1995. ISBN 0-936389-27-3.
- McDowell, Jonathan. «Lunar Nomenclature» (en anglès).   Jonathan's Space Report, 15-07-2007. [Consulta: 2 gener 2012].
- Menzel, D. H.; Minnaert, M.; Levin, B.; Dollfus, A.; Bell, B. «Report on Lunar Nomenclature by The Working Group of Commission 17 of the IAU» (en anglès). Space Science Reviews, 12, 1971, pàg. 136.
- Moore, Patrick. On the Moon (en anglès).  Sterling Publishing Co, 2001. ISBN 0-304-35469-4.
- Price, Fred W. The Moon Observer's Handbook (en anglès).  Cambridge University Press, 1988. ISBN 0521335000.
- Rükl, Antonín. Atlas of the Moon (en anglès).  Kalmbach Books, 1990. ISBN 0-913135-17-8.
- Webb, Rev. T. W.. Celestial Objects for Common Telescopes, 6ª edición revisada (en anglès).  Dover, 1962. ISBN 0-486-20917-2.
- Whitaker, Ewen A. Mapping and Naming the Moon (en anglès).  Cambridge University Press, 2003. 978-0-521-54414-6.
- Wlasuk, Peter T. Observing the Moon (en anglès).  Springer, 2000. ISBN 1-85233-193-3.